# والتر ر. هيريك
والتر ر. هيريك هو سياسي أمريكي، (و. 1877 – 1953 م). نشط حزبياً في الحزب الديمقراطي. وقد انتخب عضو جمعية ولاية نيويورك ‏ وانتخب عضو مجلس ولاية نيويورك ‏.